# Odinkar
Odinkar var namnet på två danska biskopar, omtalade av Adam av Bremen. Hans uppgifter innehåller dock på flera punkter förvirrande uppgifter om de båda. Bägge skall ha tillhört en förnäm jylländsk ätt.
Odinkar den äldre levde på 900-talet och var missionsbiskop för Sverige men missionerade även på de danska öarna. Han var onkel till  Odinkar den yngre som levde på 1000-talet. En av dem eller båda var biskop i katolska Ribe stift 988 till 1019 eller 1045.